# Epistulae (Isidoro di Siviglia)
Le Epistulae sono la raccolta di lettere di Isidoro di Siviglia.
I codici antichi trasmettono 13 lettere sotto il nome di Isidoro di Siviglia: sei lettere a Braulione di Saragozza; una lettera al re Sisebuto; una lettera ad Elladio, vescovo di Toledo; una lettera al vescovo Eugenio; una lettera a Massona, vescovo di Merida; una lettera a Leodefrido, vescovo di Cordova; una lettera al duca Claudio di Merida; una lettera ad un diacono di nome Redemptus.

## Tradizione testuale e contenuti
Per quanto riguarda la tradizione manoscritta delle lettere scritte tra Isidoro e Braulione, sono state tutte conservate nell'epistolario di Braulione, tranne la lettera-prefazione alle Etymologiae. Inoltre, queste epistole precedono generalmente le Etymologiae nelle copie che hanno trasmesso l'enciclopedia isidoriana, pertanto la loro tradizione manoscritta è profondamente legata alle Etymologiae. La lettera introduttiva che funge da prefazione all’enciclopedia è indirizzata talvolta a Braulione, talvolta a Sisebuto.
Della lettera a Elladio conosciamo solamente tre esemplari del XVI secolo, due dei quali trasmettono anche la lettera di Isidoro a Eugenio, che troviamo anche in un altro codice del XIII secolo.
Uno solo di questi testimoni del XVI secolo, insieme alle lettere a Elladio e Eugenio, riporta anche le lettere a Claudio e a Redemptus.
La tradizione delle lettere a Leodefrido e Massona è enorme ed è stata studiata in modo sistematico da Reynolds e Díaz y Díaz: esistono due redazioni della lettera a Leodefrido, una recensione più lunga e più antica, trasmessa da un solo manoscritto del X secolo e da un suo apografo, ed un'altra più breve testimoniata da undici manoscritti esemplati entro la fine dell’XI secolo. La lettera a Massona è conservata da 33 codici copiati tra l’VIII e il IX secolo.
L'editio princeps delle lettere a Massona e Leodefrido è quella di M. de la Bigne (1580).
L’edizione della Patrologia Latina, che riproduce quella di F. Arévalo (1802), riporta 13 lettere (due delle quali scritte da Braulione a Isidoro), mancando della lettera-prefazione alle Etymologiae, spesso edita insieme all’enciclopedia isidoriana. A sua volta, l’edizione della Patrologia è stata riprodotta da G.B. Ford Jr. (1970), il quale aggiunge la quattordicesima lettera, pubblicata seguendo l’edizione delle Etymologiae di Lindsay (1911). Arévalo si serve dell’edizione di J. Bautista Pérez (1599), che rappresenta l'editio princeps delle lettere a Elladio, Eugenio, Claudio e Redemptus. Dopo l’edizione Arévalo, le lettere a Massona, Eugenio, Claudio e Redemptus non sono più state edite.
L’edizione delle lettere tra Isidoro e Braulione è legata alla storia editoriale delle Etymologiae: la più recente edizione critica dello scambio epistolare si deve a L. Riesco Terrero (1975). L’edizione critica più recente della lettera a Sisebuto è quella di Lindsay (1911), mentre quella più recente della lettera a Elladio si deve a W. Gundlach (1892), il quale ipotizza che i tre manoscritti del XVI secolo, che conservano l’opera, derivino indipendentemente da un manoscritto dell’XI secolo.
L’edizione critica della lettera a Leodefrido è invece opera di R.E. Reynolds (1980).
Gli studi più recenti considerano autentiche le lettere a Braulione (datate tra 619/620 e 635/636), quella a Sisebuto (datata al periodo della prima edizione delle Etymologiae, 620/61) e quella ad Elladio (tra il 619 e il 633, secondo Díaz y Díaz e 625, secondo Sáenz). Forti dubbi permangono circa l’autenticità delle epistole a Eugenio e Massona, mentre le altre lettere sono ritenute apocrife. Tuttavia, J.C. Martín Iglesias non considera chiusa la questione dell'autenticità delle lettere ritenute spurie, auspicando che si ritorni sull'argomento con una migliore conoscenza della tradizione manoscritta.
Nella lettera al vescovo Leodefrido (ep. 1), Isidoro fa un compendio del De Ecclesiasticis Officiis in cui vengono elencate le incombenze affidate ai singoli membri del clero. Nella lettera al vescovo Massona (ep. 4), Isidoro esamina la riabilitazione di un chierico, dimostrando pacatezza ed equilibrio e ispirandosi ad un’umana comprensione. Nella lettera ad Elladio (ep. 5) Isidoro discute di un vescovo crollato nell’abisso della colpa e deposto dalla dignità episcopale. L’epistola al duca Claudio (ep. 6), collega la presenza della Chiesa all’umile ubbidienza al pontefice romano: chi si ribella alla sua autorità viene considerato eretico. Nell’epistola al diacono Redemptus (ep. 7), Isidoro informa del divario esistente tra gli orientali, che celebravano l’Eucarestia con pane fermentato, e gli occidentali, che invece utilizzavano quello azzimo, schierandosi dalla parte della Chiesa di Roma, fedele agli insegnamenti di Mosè.

## Epistole a Braulione
Isidoro di Siviglia e Braulione di Saragozza si scambiarono sette epistole tra il secondo e il terzo decennio del VII secolo, nelle quali, oltre ad esprimere l’amicizia che li univa e il loro desiderio di vedersi di persona, hanno affrontato una vasta gamma di argomenti, tra i quali la partecipazione ai consigli, lo scambio di libri (come la Regula monachorum) e di regali. Tuttavia queste lettere sono note per contenere informazioni cruciali sulla genesi e la diffusione delle Etymologiae.
L’edizione di Arévalo riporta cinque lettere scritte da Isidoro a Braulione (ep. 2, 3, 9, 11, 13) e due lettere scritte da Braulione a Isidoro (ep. 10, 12). Nell’epistola 10 Braulione chiede con insistenza a Isidoro l’invio delle Etymologiae, che aveva sentito dire fossero state terminate. Nell’episola 12 il Cesaragustano lamenta di aver richiesto i libri delle Origini ormai da 7 anni. Nell’epistola 13, Isidoro comunica a Braulione di avergli spedito il codice delle Etymologiae, non rivisto a causa di una sua malattia e incarica lo stesso Cesaraugustano di provvedere ad una revisione.
Cinque lettere (tre scritte da Isidoro e due da Braulione) sono state ampiamente diffuse perché aggiunte all’edizione delle Etymologiae, che Braulione produsse dopo la morte di Isidoro. A godere di ampia posterità letteraria saranno però le lettere del Cesaraugustano, molto più elaborate retoricamente, rispetto a quelle di Isidoro, brevi e semplici missive.

## Epistola a Sisebuto - Epistole che precedono le Etymologiae
L’epistola di Isidoro a Sisebuto, re dei visigoti, è edita dal Lindsay. La presenza di Sisebuto è stato uno dei pezzi più difficili da inserire nel puzzle della storia delle Etymologiae. Ci sono numerose prove a sostegno dell’ipotesi che l’enciclopedia fu proprio dedicata a Sisebuto. Infatti, nell'En tibi delle Etymologiae, Isidoro scrive: “Domino et filio Sisebuto, Isidoro. En tibi, sicut pollicitus sum, misi opus de origine quarundam rerum”.
Isidoro dovette inviare una copia al re prima della sua morte nel 621. Sono proprio i primi manoscritti, che hanno lasciato l'Hispania in una fase iniziale della scrittura dell'enciclopedia, quelli che menzionano il monarca in un saluto epistolare anteposto all'En tibi. Tuttavia, in pochi esemplari manca la corrispondenza tra Isidoro e Braulione e le prove della loro relazione e dell’invio delle Etymologiae a Braulione sono incontestabili. Braulione stesso afferma di aver sollecitato la composizione: in alcuni manoscritti l'En tibi è rivolto al Cesaraugustano. Tale situazione ha reso indispensabile lo studio delle rispettive relazioni del re Sisebuto e di Braulione con la produzione delle Etymologiae. Non è assolutamente incompatibile con la realtà il fatto che Isidoro possa aver deciso di dedicare l’opera ad entrambe le persone: la presenza di due destinatari è una pratica comune a tutta la tarda antichità e al Medioevo.
Le epistole che precedono le Etymologiae possono essere lette come un discorso autonomo intimamente legato all’opera, ma con una certa autonomia letteraria. Comprendono una serie di argomenti ricorrenti in altri testi prefatori e hanno due principali finalità: la presentazione del lavoro svolto e la captatio benevolentiae in cui l’autore fa sfoggio di modestia. Egli dichiara infatti di scrivere l’opera non su propria iniziativa, ma piuttosto per accondiscendere alle suppliche di un'altra persona, origine e fine dell’opera, che si rende corresponsabile e giustifica il lavoro svolto.

### Edizioni
- Braulio de Zaragoza, La Renotatio librorum domini Isidori. Introducción, edición critica y traducción, ed. J.C. Martìn Iglesias, San Millán de la Cogolla 2004.
- Braulionis Ceseraugustani Epistulae et Isidori Hispalensis Epistulae ad Braulionem. Braulionis Ceseraugustani Confessio vel Professio Iudaeorum civitatis Toletanae, ed. R.M. Franco e J.C. Martìn Iglesias, Turnhout 2018.
- Divi Isidori Hispalensis episcopi opera omnia, ed. J. Grial, Madrid 1599.
- Epistolario de San Braulio. Introducción, edición crítica y traducción, ed. L. Riesco Terrero, Siviglia 1975.
- Isidore of Seville, The Letters of St. Isidore of Seville, ed. G.B. Ford jr., Amsterdam 1970.
- Isidori Hispalensis Episcopi Etymologiarum siue Originum Libri XX, ed. W.M. Lindsay, Oxford University Press (1911).
- R.E. Reynolds, The 'Isidorian' Epistula ad Leudefredum: Its Origins, Early Manuscript Tradition, and Editions, in Visigothic Spain: New Approaches, ed. E. James, Oxford (1980), pp. 251–272.
- S. Isidori Hispalensis Episcopi Hispaniarum doctoris opera omnia, ed. F. Arevalo, tomo VI, Roma (1802), pp. 557–581.
- W. Gundlach, Monumenta Germaniae Historica, Epistolarum tomus III, Epistolae Merowingici et Karolini Aevi, Berlino 1892.

### Studi
- La trasmissione dei testi latini nel Medioevo, volume II, a cura di P. Chiesa e L. Castaldi, Firenze (2005), pp. 387–396.
- R.E. Reynolds, The 'Isidorian' Epistula ad Leudefredum: An Early Medieval Epitome of the Clerical Duties, Mediaeval Studies 41 (1979), pp. 252–330; Id., The ‘Isidorian’ Epistula ad Massonam on Lapsed Clerics: Notes on Its Early Manuscript and Textual Transmission, in Grundlagen des Rechts. Festschrift für Peter Landau, Richard H. Helmholz, Paul Mikat, Jörg Müller, and Michael Stolleis, Paderborn (2000), pp. 77–92.
- M.C. Díaz y Díaz, Index scriptorum latinorum medii aeui hispanorum, Salamanca (1958-1959), t.1, nº124 (lettera a Massona), p. 42; e nº453 (lettera a Leodefrido), pp. 120–121.
- F. Trisoglio, Introduzione a Isidoro di Siviglia, cit., cap. XII, pp. 116–117.
- R. Miguel Franco, Posteridad literaria de las epístolas de Braulio de Zaragoza e Isidoro de Sevilla: siglos VIII-XII Latomus 71 (2012), pp. 1102–1124.
- R. Miguel Franco, Tópicos de los prólogos en las cartas introductorias a las «Etymologiae» de Isidoro de Sevilla Acme 67 (2014), pp. 109–32.